# Willy Monty
Willy Monty (11 de outubro de 1939 — 9 de novembro de 2014) foi um ciclista belga, profissional entre 1963 e 1971. Representou seu país, Bélgica, nos Jogos Olímpicos de Verão de 1960. Monty venceu uma etapa no Dauphiné Libéré em 1964 e duas etapas na Volta à Catalunha em 1965.